# Chi Súng
Chi Súng (danh pháp khoa học: Nymphaea) là một chi chứa các loài thực vật thủy sinh thuộc họ Súng (Nymphaeaceae). Tên gọi thông thường của các loài trong chi này, được chia sẻ cùng với một số chi khác trong họ này, là súng. Các lá của chi Nymphaea có vết khía chữ V nối từ mép lá tới cuống lá ở khu vực trung tâm. Chi này có khoảng 36-45 loài, với sự phân bố rộng khắp thế giới.

## Miêu tả
Chi này có quan hệ họ hàng gần với chi Nuphar, chúng khác nhau ở chỗ là các cánh hoa của chi Nymphaea lớn hơn nhiều so với các lá đài của đài hoa, trong khi ở chi Nuphar thì các cánh hoa lại nhỏ hơn so với các lá đài màu vàng (4-6 lá). Quả khi chín cũng khác nhau, với quả của chi Nymphaea chìm xuống dưới mặt nước ngay sau khi hoa khép lại, trong khi quả của chi Nuphar lại ở trên mặt nước cho đến khi chín.

Cây súng trắng Ai Cập (Nymphaea lotus) trong tạp chí thực vật Curtis

Người Ai Cập cổ đại sùng kính hoa súng sông Nin, hay hoa sen như họ gọi nó. Súng xanh Ai Cập (Nymphaea caerulea), nở hoa vào buổi sáng và sau đó chìm xuống dưới mặt nước vào lúc chiều tối. Súng trắng Ai Cập (Nymphaea lotus) lại nở hoa vào buổi đêm và khép lại vào buổi sáng. Các dấu tích của cả hai loại hoa này đều được tìm thấy trong lăng mộ của Ramesses II.
Các loài súng không có quan hệ họ hàng gì với các loài loa kèn (huệ tây) thuộc họ Loa kèn (Liliaceae), bộ Loa kèn (Liliales) mặc dù tên gọi bằng tiếng Anh của chúng là water-lily (loa kèn/huệ nước). Chúng cũng không có quan hệ họ hàng gì với các loài hoa sen thực sự thuộc chi Nelumbo, là các loài hoa được sử dụng trong ẩm thực tại khu vực châu Á cũng như là loại hoa linh thiêng của đạo Hindu và đạo Phật.
Nhiều loại hoa súng thông thường trong các khu vườn thủy sinh thực chất là các giống lai ghép.

## Việt Nam
Các loài cây này sống lâu năm, mọc hoang dại trong ao, mương, kênh, rạch, láng nước, bàu trũng khắp mọi khu vực của Việt Nam. Hiện tại, việc khai thác loài hoa này còn tự phát, chưa có quy hoạch. Tuy nhiên các loài cây này có khả năng tái sinh mạnh. Chưa thấy tài liệu nào thống kê tại Việt Nam có bao nhiêu loài súng, mặc dù có một số tài liệu nói rằng có khoảng 5 loài. Trong một số tài liệu có nhắc tới súng lam (Nymphaea stellata = Nymphaea nouchali?), súng đỏ (Nymphaea rubra), súng trắng (Nymphaea lotus = Nymphaea pubescens?), v.v...
Tại các chợ ở miền tây Nam Bộ, có thể thấy bán những bó cọng bông súng mập mạp nâu nâu mang bông có màu tím nhạt, cuộn tròn, tươi rói. Bông súng cắt khúc có thể được thưởng thức bằng cách chấm mắm kho, trộn gỏi, hay ăn sống, cũng như có thể thể xào, nấu canh.

## Hình ảnh

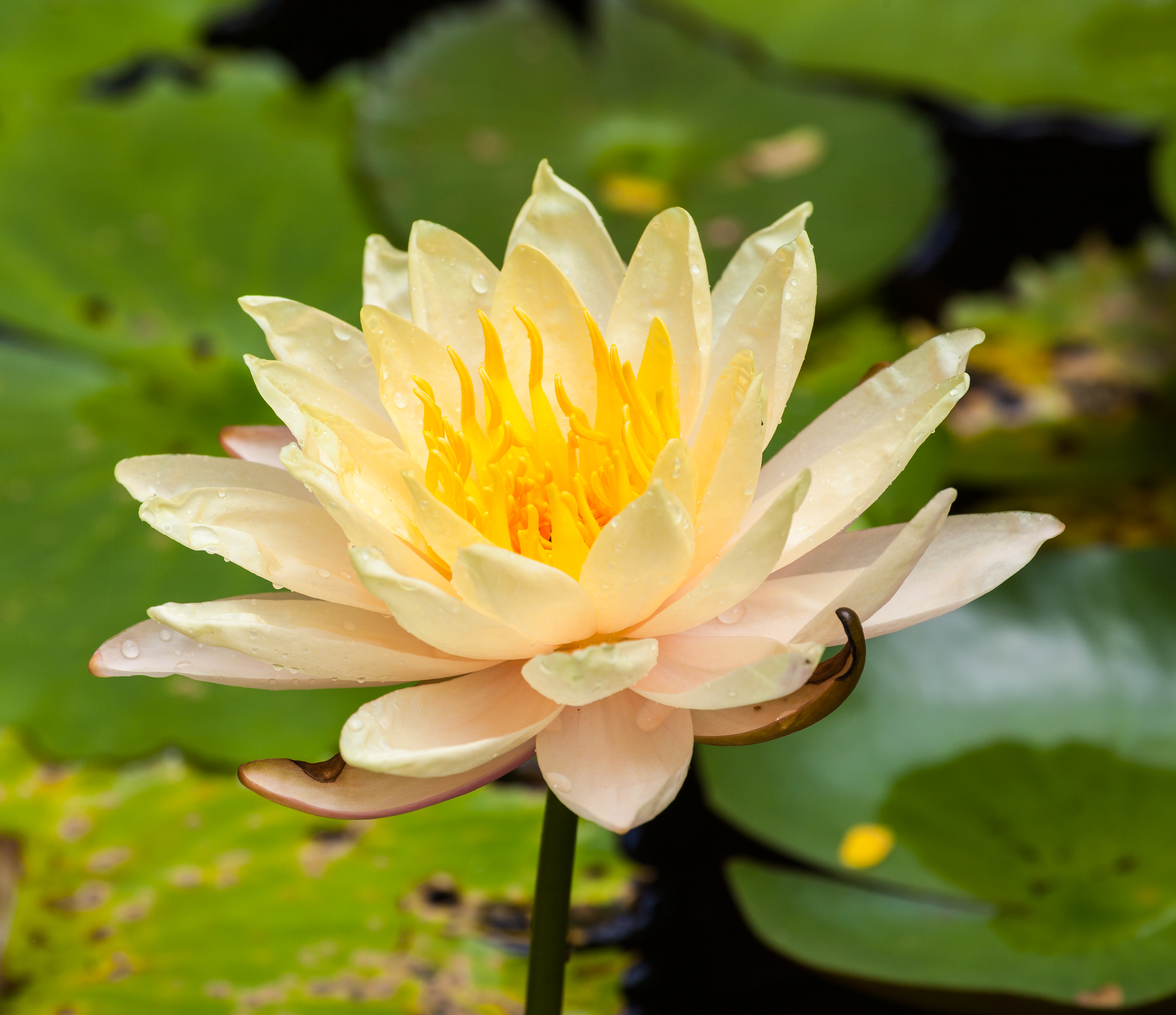
Nymphaea alba là một loài hoa súng tại Thành phố Hồ Chí Minh
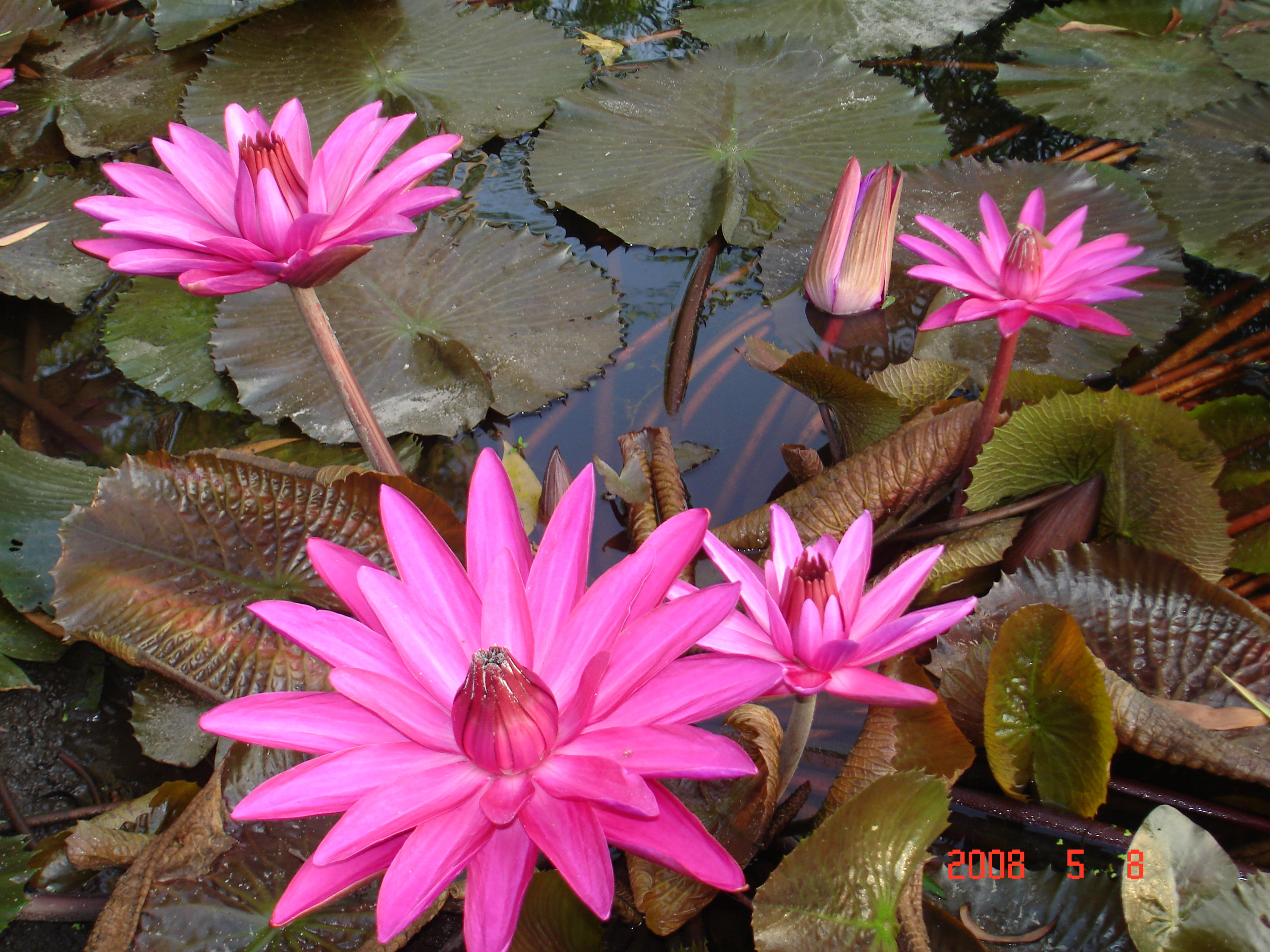
Nymphaea rubra, một loại hoa súng tại miền Trung Việt Nam.
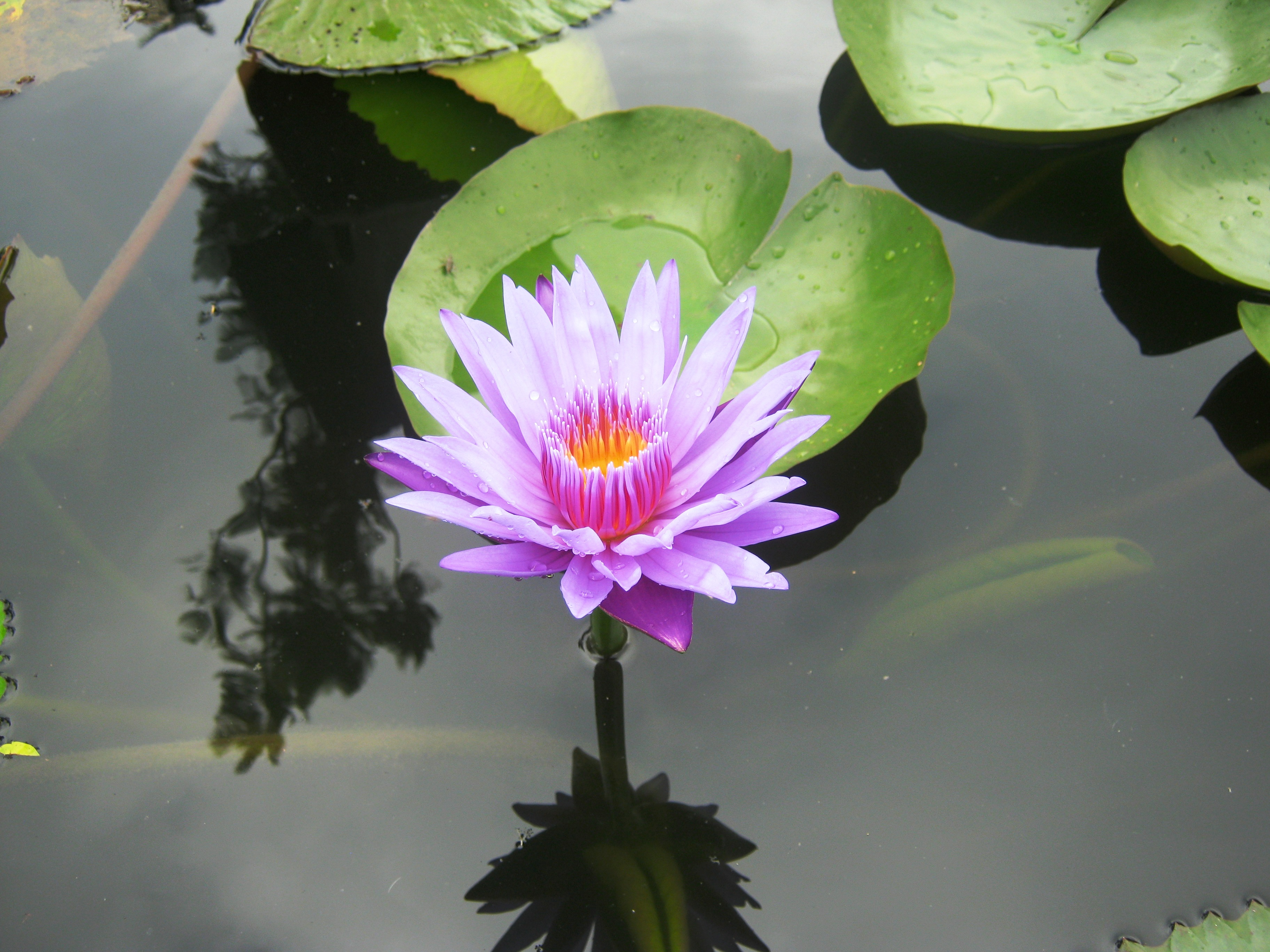
Súng bông tím được trồng làm cảnh ở An Giang
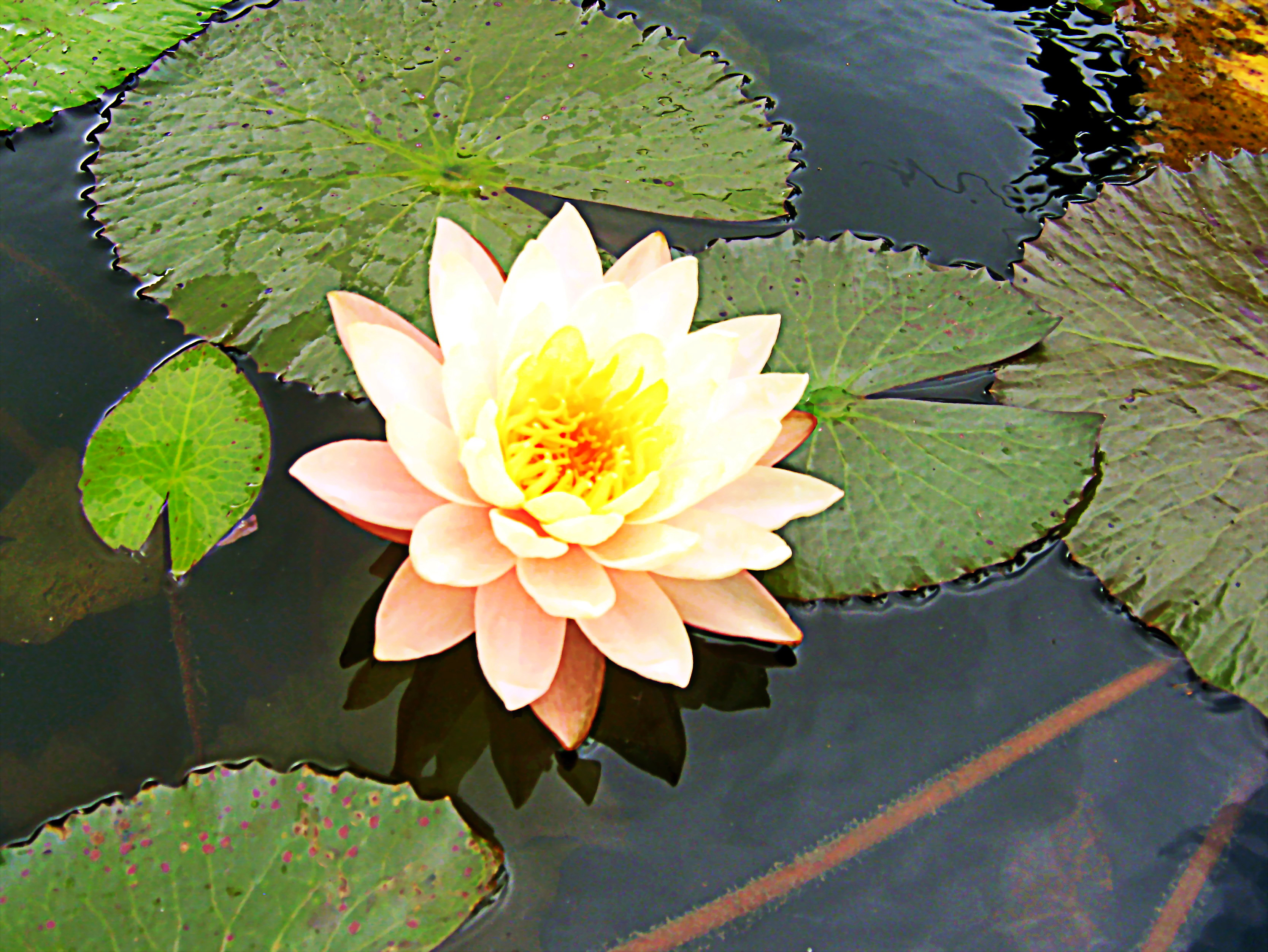
Súng bông vàng được trồng làm cảnh ở An Giang
Nymphaea tetragona
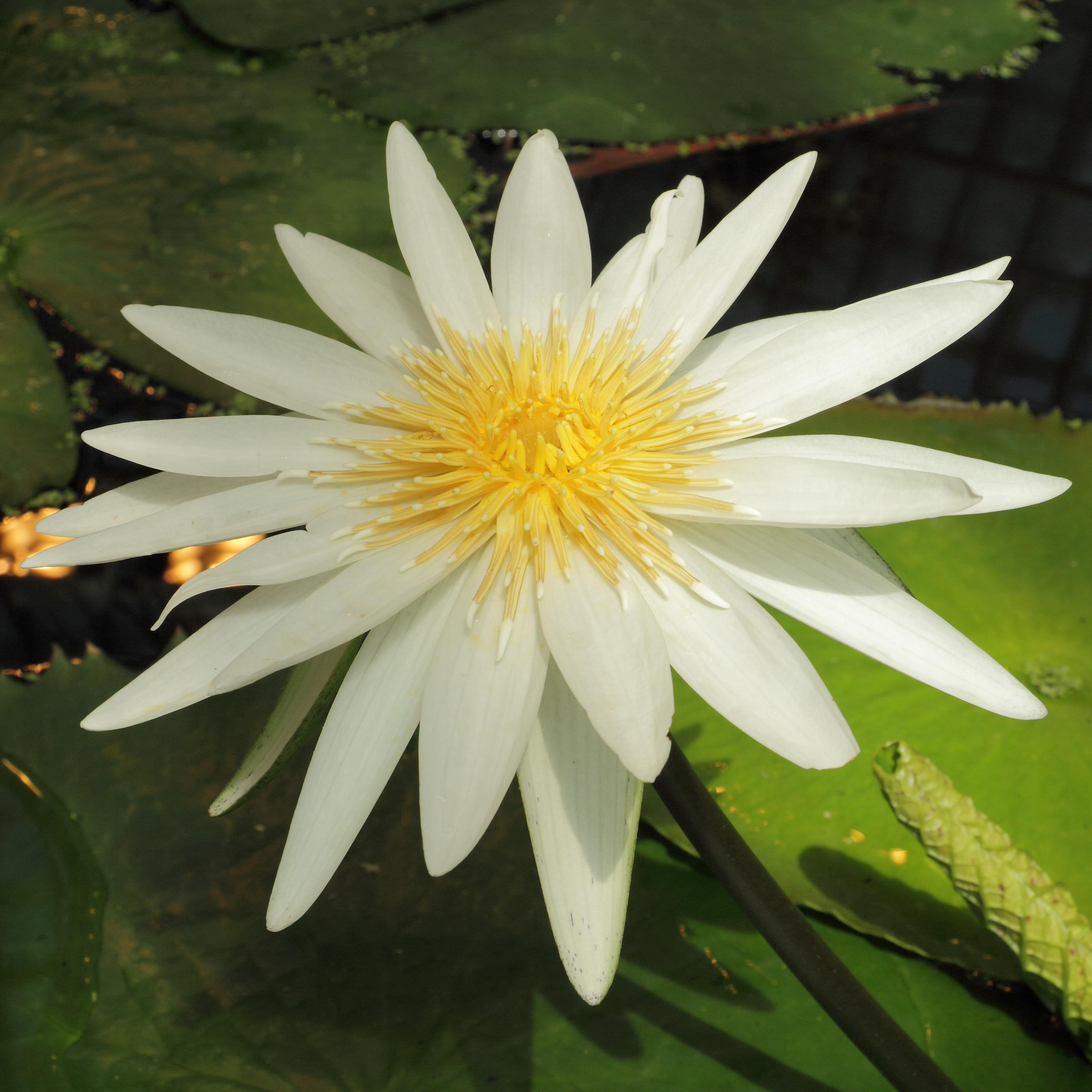
Nymphaea ampla
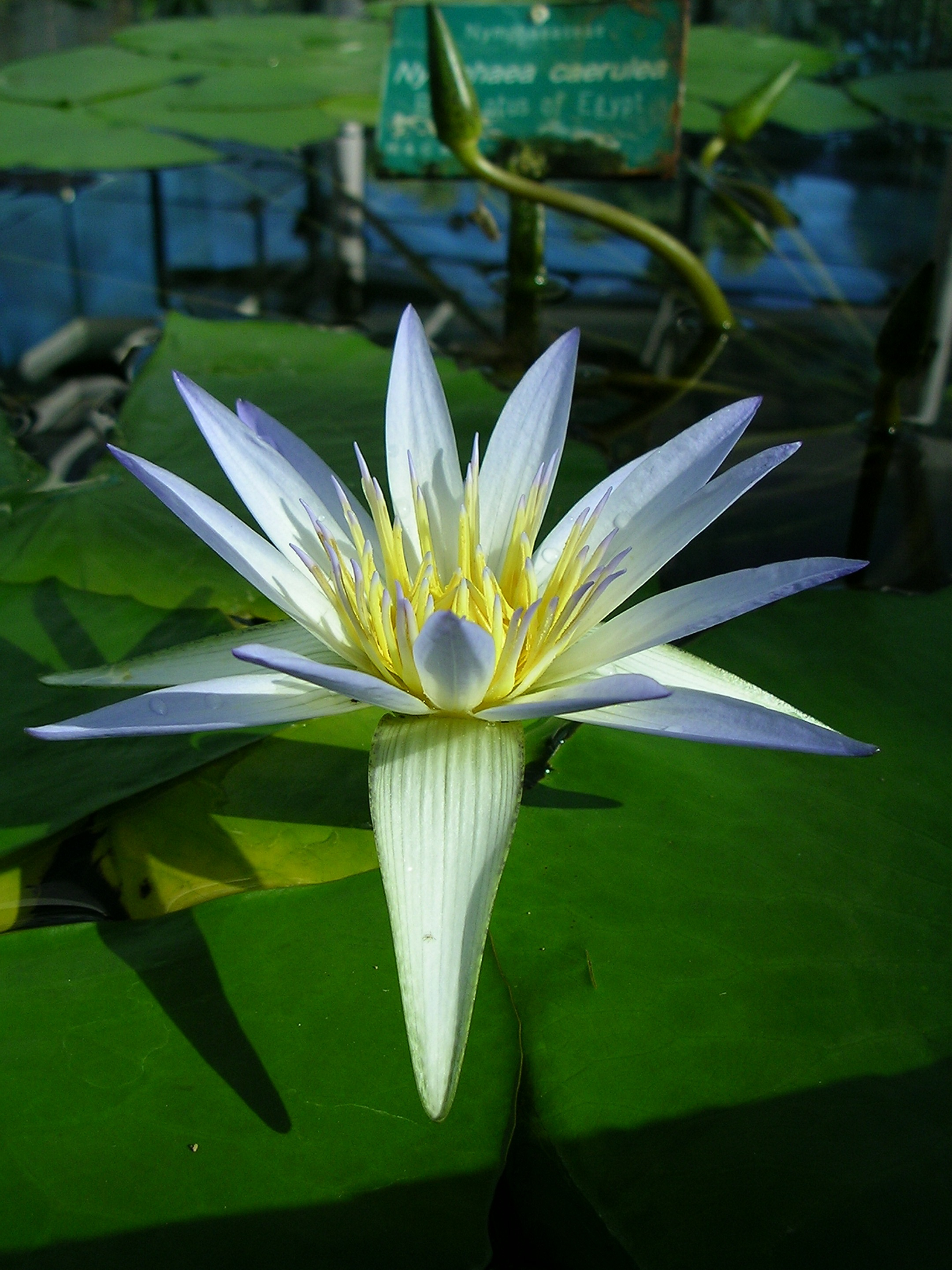
Nymphaea caerulea
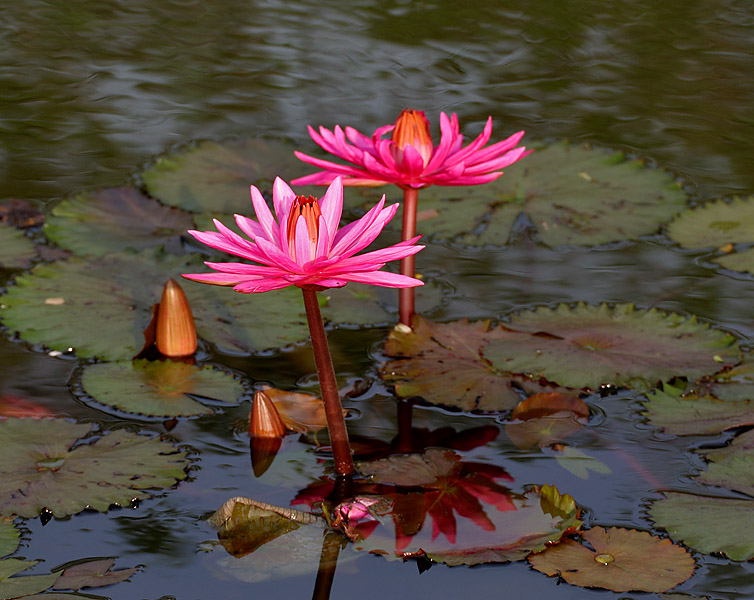
Nymphaea pubescens
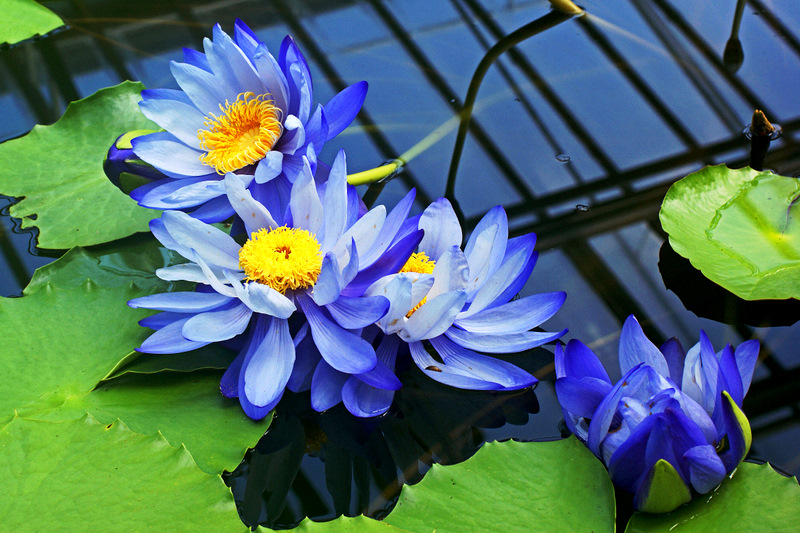
Nymphaea gigantea